# 276
Криза Римської імперії у 3 столітті. Зміна імператора. У Китаї завершується період трьох держав, в Японії триває період Ямато, в Індії період занепаду Кушанської імперії, у Персії править династія Сассанідів.
На території лісостепової України Черняхівська культура. У Північному Причорномор'ї готи й сармати.

## Події
- Після смерті римського імператора Тацита, владу самовільно захоплює його брат Флоріан. Війська проголошують імператором Проба. Флоріан кінчає життя самогубством.

## Померли
- Марк Клавдій Тацит
- Флоріан
- Мані, засновник маніхейства.